# Rencor apasionado
Rencor apasionado é uma telenovela mexicana produzida por Lucero Suárez para a Televisa e exibida pelo Canal de las Estrellas entre 20 de abril e 10 de julho de 1998, substituindo Salud, dinero y amor e sendo substituída por La mentira.
Foi protagonizada por Natalia Esperón e Eduardo Santamarina e antagonizada por Aracely Arámbula, Magda Karina e Roberto Ballesteros.

## Sinopse[4]
Após a morte dos pais e do irmão, a herdeira Karina Rangel sofre um colapso nervoso e ao acordar se encontra em um hospital psiquiátrico, internada por Mariana, sua irmã mais velha, que se aproveita e quer se apoderar da fortuna.
Germán, fiel empregado de Karina, arquiteta um plano para libertá-la da guarda da irmã: o casamento. Com a ajuda do advogado Marcelo Bernal e do arquiteto Ricardo del Campo, é organizado um conveniente casamento entre Karina e Mauricio Gallardo, um jovem presunçoso e sobrinho de Ricardo cuja família está à beira da falência.
Ela conseguirá sua liberdade e ele receberá o dinheiro para salvar a fortuna da família Rangel-Rivera. Mas Karina fica sabendo que Mauricio está disposto a se casar com ela para ajudá-la.
Ao ver a foto de Mauricio, e comovida com sua generosa ajuda, Karina se apaixona por ele. Mas Maurício só quer seu dinheiro e ao conhecê-la sente repulsa pela aparência de Karina. Eles se casam, para se separarem depois.
Maurício parte em uma viagem, mas um ano depois reencontra Karina, agora a bela Leonora, uma mulher que só guarda rancor dele por sua re

## Elenco[4]
- Natalia Esperón - Karina Rangel / Leonora Lujan
- Eduardo Santamarina - Mauricio Gallardo
- Aracely Arámbula - Mayté Monteverde
- Magda Karina - Mariana Rangel
- Víctor Noriega -  Gilberto Monteverde
- Blanca Sánchez -  Elena Del Campo Viuda de Gallardo
- Luis Gimeno - Germán Reyes
- Oscar Morelli - Ernesto Monteverde
- Kuno Becker - Pablo Gallardo Del Campo
- Juan Carlos Serrán - Ricardo Del Campo
- Gastón Tuset - Lic. Marcelo Bernal
- Patricia Martínez - Flor Jiménez
- Silvia Caos - Esther Monteverde
- Gustavo Negrete - Dr. Martínez
- Gloria Izaguirre - Cholita
- Alejandro Ávila - Alejandro Mena
- Evelyn Murillo - Rebeca
- Silvio Fornaro - Gastón Ginetti
- Eugenio Lobo - Hilario
- Rosita Quintana - Angelita
- Rudy Casanova - Jerónimo
- Juan Carlos Colombo - Dr. Otto Heifel
- Juan Imperio - Vicente
- Silvia Lomelí - Laura
- Julio Mannino - Efraín
- Mercedes Molto - Martha Valdivia
- Julio Beckles - Juancho
- Luis Gerardo Núñez - Gabino Sánchez
- María Prado - Malvis Del Río
- Paola Otero - Katy
- Rosita Pelayo - Adriana
- Jorge Poza - Antonio "Tony" Mendiola
- Raúl Ramírez - William "Bill" Harrison
- Marco Uriel - Lic. Arcadio Mendiola
- Julio Vega - Sebastián
- Roberto Ballesteros - Carmelo Camacho
- Ricardo de Pascual Jr. - Luis
- Pompín Iglesias - Rodobaldo Ilizariturri Menchaca
- Luisa Huertas - Felicitas Ilizariturri Menchaca
- Lupe Vázquez - Angustias
- Gabriela Salomón - Rosa
- Oyuki Manjarrez - Nachita
- Anna Sobero - Tiara
- Eduardo Borja - Agustín
- Juan Ángel Esparza - Julio Rangel Rivera
- Dolores Salomón "Bodokito" - Amparo
- Fernando Torres Lapham - Doctor en Nipau
- Paulina de Labra
- Mónika Muñoz
- Brando
- Lina Durán
- Irma Garzón
- Enrique Imperio
- Tomás Leal
- Sandy Lomelí

## Audiência
Teve média geral de 18,5 pontos.